# Massama Asselmo
Massama Asselmo, né le 1er juin 1990, est un footballeur tchadien et membre de l'équipe nationale de football du Tchad.

## Carrière en club
Il a joué au football de club à l'édifice Foullah au Tchad où il a remporté le championnat national en 2011 et la Coupe de Ligue de N'Djaména en 2010. Il portait le numéro 15 et était capitaine de l'équipe
En 2012, il a été transféré à l'US Bitam, au Gabon. En 2015, il rejoint O'Mbila Nziami, et en 2017, Colombe Sportive Sangmélima au Cameroun. Au cours de la saison 2017/18, il a joué pour le club éthiopien Wolaitta Dicha.

## Carrière internationale
Asselmo a disputé des matches de qualification pour la Coupe d'Afrique des Nations 2012 contre le Togo à domicile et à l'extérieur, le Botswana à domicile et à l'extérieur, la Tunisie à domicile et à l'extérieur, le Malawi à l'extérieur. Lors d'un match contre le Botswana le 26 mars 2011, il était capitaine de l'équipe. Jusqu'à présent, il compte 13 sélections officielles de la FIFA et 5 sélections non officielles et 1 but non officiel pour le Tchad.

## Voir également
- Liste des footballeurs internationaux tchadiens